# Verseyella
Verseyella es un género de foraminífero bentónico de la subfamilia Dictyoconinae, de la familia Orbitolinidae, de la superfamilia Orbitolinoidea, del suborden Orbitolinina y del orden Loftusiida. Su especie tipo es Coskinolinaoides jamaicensis. Su rango cronoestratigráfico abarca el Ypresiense (Eoceno inferior).

## Discusión
Clasificaciones previas incluían Verseyella en el suborden Textulariina del orden Textulariida o en el orden Lituolida.

## Clasificación
Verseyella incluye a las siguientes especies:
- Verseyella jamaicensis †